# Matelea phainops
Matelea phainops är en oleanderväxtart som beskrevs av Krings. Matelea phainops ingår i släktet Matelea och familjen oleanderväxter. Inga underarter finns listade i Catalogue of Life.